# تيفاني (مصارعة محترفة)
تيفاني (بالإسبانية: Tiffany)‏ هي مصارعة محترفة مكسيكية، ولدت في 20 فبراير 1973 في مونتيري في المكسيك.

## روابط خارجية
- تيفاني على موقع CageMatch worker (الإنجليزية)